# Гусейнов, Афган Гарахан оглы
Афга́н Гараха́н оглы́ Гусе́йнов (азерб. Əfqan Qaraxan oğlu Hüseynov; 24 февраля 1963, Баку, СССР — 1 ноября 1992, Кубатлинский район, Азербайджан) — советский и азербайджанский военный деятель, майор, участник Афганской и Первой карабахской войн, Национальный Герой Азербайджана.

## Биография

### В СССР
Афган Гусейнов родился 24 февраля 1963 года в Баку в семье рабочего. Окончил Республиканскую спецшколу имени Дж. Нахичеванского в 1980 году и тогда же поступил в Бакинское высшее общевойсковое командное училище имени Верховного Совета Азербайджанской ССР, где занимал должность заместителя командира курсантского взвода. В 1984 году по окончании училища приказом Министра обороны СССР получил воинское звание лейтенанта.
В 1985 году Гусейнов был направлен для прохождения службы в состав Ограниченного контингента советских войск в Афганистане. В ходе участия в военных действиях он был тяжело ранен, в 1986 году получил звание старшего лейтенанта. По окончании службы в Афганистане в 1987 году Афган Гусейнов был награждён орденом Красной Звезды.
В 1988 году Гусейнову было присвоено звание капитана и он стал командиром курсантской роты в Республиканской спецшколе имени Дж. Нахичеванского.

### В независимом Азербайджане
В 1991 году, с образованием Министерства национальной безопасности Азербайджана Афган Гусейнов, как опытный офицер и преподаватель, занял в нём должность начальника по боевой подготовке. В начале 1992 года он вступил в Национальную гвардию Азербайджана. В её составе принял участие в Первой карабахской войне, где отличился в июньских боях за Физули, по итогам которых получил звание майора и был назначен командиром вновь сформированного полка национальной гвардии.
Под командованием Гусейнова полк проходил подготовку до 26 октября, когда был направлен в Кубатлы для укрепления обороны на этом участке. Там, в ходе одного из боёв 1 ноября 1992 года Афган Гусейнов погиб.
Похоронен в Баку на Аллее шахидов.
Указом президента Азербайджана 15 января 1995 года Афгану Гусейнову было присвоено звание Национальный Герой Азербайджана (посмертно)[2].

## Семья
Жена Афгана Гусейнова — Лейла, у них осталась дочь.

## Награды
- Орден Красной Звезды (1987)
- Медаль «Золотая Звезда» Национального Героя Азербайджана (1995)[2].

## Память
Приказом начальника Особой государственной службы охраны Азербайджана №63 от 9 марта 1995 года Афган Гусейнов был навечно включен в списки сотрудников Национальной гвардии. Его бюсты установлены в военном училище и у штаба Национальной гвардии Азербайджана.